# Aeroportul Internațional Salt Lake City
Aeroportul Internațional Salt Lake City (IATA: SLC, ICAO: KSLC, FAA LID: SLC) este un aeroport din Salt Lake City, Comitatul Salt Lake, Utah, Utah, Statele Unite ale Americii ce deservește zona Salt Lake City. Aeroportul a fost tranzitat în 2023 de 26.952.754 de pasageri. A fost deschis în 1911 și numit după zona deservită.
Situat la o altitudine de 1.288 m, aeroportul dispune de 4 piste.

## Infrastructură

### Piste
Aeroportul dispune de 4 piste: 
- pista 14/32 din asfalt, cu dimensiunile 4.892 picioare × 150 picioare
- pista 16L/34R din asfalt, cu dimensiunile 12.002 picioare × 150 picioare
- pista 16R/34L din beton, cu dimensiunile 12.000 picioare × 150 picioare
- pista 17/35 din asfalt, cu dimensiunile 9.596 picioare × 150 picioare